# Hogna constricta
Hogna constricta är en spindelart som först beskrevs av F. O. Pickard-Cambridge 1902.  Hogna constricta ingår i släktet Hogna och familjen vargspindlar.
Artens utbredningsområde är Guatemala. Inga underarter finns listade i Catalogue of Life.